# 艾格勒蒙 (伊夫林省)
艾格勒蒙（法語：Aigremont，法語發音：[ɛɡʁəmɔ̃] ⓘ）是法国伊夫林省的一个市镇，属于圣日耳曼昂莱区。

## 地理
艾格勒蒙（48°54'10"N, 2°1'9"E）面积3 平方千米，位于法国法蘭西島大區伊夫林省，该省份为法国北部内陆省份，北起瓦兹河谷省，西接厄尔省，西南接厄尔-卢瓦省，东南接埃松省，东临上塞纳省。
与艾格勒蒙接壤的市镇（或旧市镇、城区）包括：尚布尔西、普瓦西。

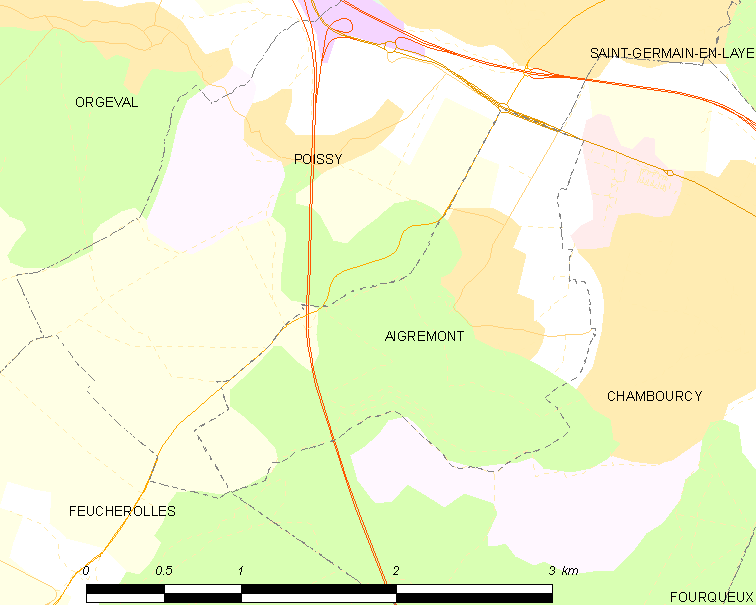
的OSM定位图

艾格勒蒙的时区为UTC+01:00、UTC+02:00（夏令时）。

## 行政
艾格勒蒙的邮政编码为78240，INSEE市镇编码为78007。

## 政治
艾格勒蒙所属的省级选区为圣日耳曼昂莱县。

## 人口

1962-2008年间人口变化图示

艾格勒蒙于2022年1月1日时的人口数量为1082人。